# Guttaring
Guttaring (tiếng Slovene: Koternik) là một đô thị thuộc huyện Sankt Veit an der Glan trong bang Kärnten trong nước Áo. Đô thị Guttaring có diện tích 55,29 km², dân số thời điểm năm 2005 là 1509 người.